# Saalebrücke Rudolphstein
Die Saalebrücke Rudolphstein oder auch Brücke der Deutschen Einheit ist ein Bauwerk der Bundesautobahn 9 (Berlin – München), das bei Rudolphstein die Saale überspannt, die hier die thüringisch-bayerische Landesgrenze bildet.
Das denkmalgeschützte Bauwerk besteht aus drei parallelen Brücken und befindet sich zwischen den Anschlussstellen Bad Lobenstein und Rudolphstein. Die Gewölbebrücke wurde erstmals am 27. September 1936 dem Verkehr übergeben und gehörte zu den bekannten Großbrücken des Autobahnbauprogramms der NS-Zeit. Sie war Vorbild für viele ähnliche Brücken.

## Brückenbauwerke

### Brücke von 1936
Das Viadukt wurde innerhalb eines Jahres von durchschnittlich 300 Arbeitern bei rund drei Millionen Reichsmark Baukosten errichtet (dies entspräche einer heutigen Kaufkraft von rund 15,8 Millionen Euro). Die architektonische Gestaltung oblag Oberreichsbahnrat Fritz Limpert, als Berater fungierte Paul Bonatz. Jede Richtungsfahrbahn wurde von einer eigenen, 9,05 m breiten Gewölbebrücke getragen. Der lichte Abstand in Querrichtung zwischen den Brücken beträgt 3,0 m. In Längsrichtung weist das 254 m lange Bauwerk acht Öffnungen mit halbkreisförmigen Bögen mit je 27 m lichter Weite auf. Die Pfeilerachsabstände sind 31,2 m. Die Sichtflächen der Mauerwerkskonstruktion sind mit Granit verkleidet. Am nördlichen Brückenende der Richtungsfahrbahn München wurde eine bastionsartige Erweiterung angelegt, die als Rastplatz und Aussichtsplattform zum Saaletal diente. 
Auf der Plattform stand ein Pylon mit Hoheitsadler und Hakenkreuz. Eine Briefmarke der Serie Moderne Bauten der Deutschen Reichspost für das Winterhilfswerk hatte 1936 die Brücke als Motiv, ebenso ein Werbeplakat für die Reichsautobahnen.
Gegen Ende des Zweiten Weltkrieges, am 13. April 1945, wurde die Brücke nach der Sprengung eines Pfeilers durch deutsche Truppen schwer beschädigt. Sie war in den folgenden 21 Jahren nicht passierbar. Erst durch einen Vertrag zwischen der Bundesrepublik Deutschland und der DDR im Jahr 1964 wurde das Bauwerk für 5,5 Millionen DM (entspricht heute inflationsbereinigt rund 13,8 Millionen Euro) instand gesetzt und Weihnachten 1966 wieder dem Verkehr übergeben. Bis dahin war die Transitautobahn nach Berlin zwischen dem Schleizer Dreieck (DDR) und der Autobahnauffahrt Berg/Bad Steben (Bayern) gesperrt. Für den Interzonenverkehr war zwischen Hof und dem Schleizer Dreieck ein Abschnitt der B 2 bzw. F 2 mit dem Grenzkontrollpunkt Töpen/Juchhöh benutzt worden. 1987 folgte für 8,2 Millionen DM (entspricht heute inflationsbereinigt rund 8,9 Millionen Euro) eine Erneuerung der Betonfahrbahndecke und der Brückenabdichtung.
Im Rahmen des sechsstreifigen Ausbaus der Autobahn (Verkehrsprojekt Deutsche Einheit Nr. 12) wurde zwischen April 1994 und April 1996 eine neue Spannbetonbrücke neben der alten Konstruktion für die Richtungsfahrbahn Berlin gebaut. Anschließend folgte im Jahr 1996 der Austausch der Fahrbahnplatte bei der alten Gewölbebrücke mit 7,7 Millionen DM Baukosten (entspricht heute inflationsbereinigt rund 6,5 Millionen Euro).

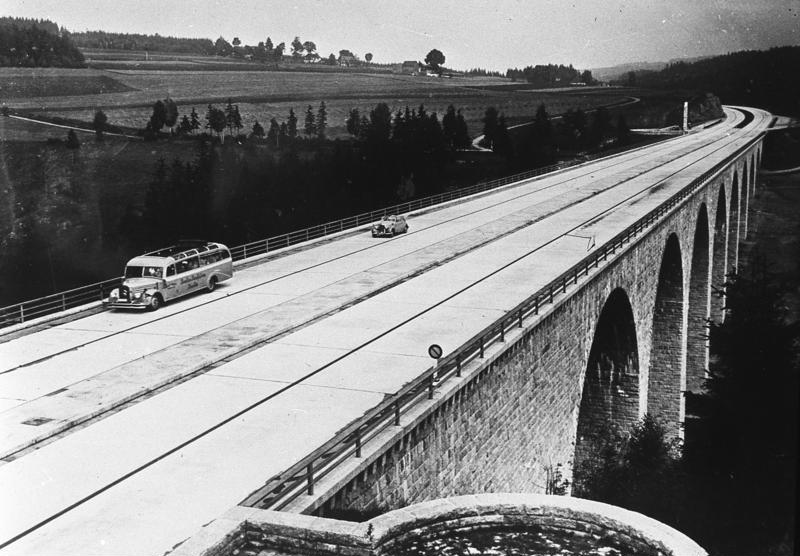
Foto: Ende der 1930er Jahre

### Brücke von 1996
Die neue östliche Brücke ist eine zehnfeldrige, 296,4 m lange Spannbetonkonstruktion mit Stützweiten von 23,4 m in den Randfeldern und 31,2 m bei den Innenfeldern, was dem Öffnungsrhythmus der alten Brücke entspricht. Das Bauwerk besitzt eine aus Ortbeton hergestellte Vollplatte mit einer maximalen Dicke von 1,62 m in der Mitte und 40 cm am Rand. Der Überbau wird von in der Brückenlängsachse mittig angeordneten Einzelpfeilern getragen. Die achteckigen Pfeiler weisen einen begehbaren Stahlbetonhohlquerschnitt mit 2,7 m Gesamtbreite unterhalb vom Pfeilerkopf auf. Die Pfeiler sind oben in zwei Stufen trompetenförmig aufgeweitet. Nach 4,0 m Höhe ist eine Breite von 6,30 m vorhanden. In dieser Ebene sind vier Verformungslager angeordnet. Die folgende obere Verbreiterung bis zur Überbauplatte hat eine Höhe von ca. 1,6 m bei einem maximalen Durchmesser von 10,7 m.
Die Widerlager und vier saalenahe Pfeiler sind auf Bohrpfählen mit 1,5 m Durchmesser gegründet. Die restlichen Pfeiler besitzen eine Flachgründung.
Die Ortbetonvollplatte des Überbaus wurde abschnittsweise mit rund 700 m³ Beton bei Längen von ca. 31 m auf Lehrgerüsten hergestellt. Die Brücke kostete 14 Millionen DM (entspricht heute inflationsbereinigt rund 11,9 Millionen Euro).
Am 3. Oktober 2006 erhielt die Brücke auf Initiative der Bundesstiftung zur Aufarbeitung der SED-Diktatur den Namen „Brücke der Deutschen Einheit“.

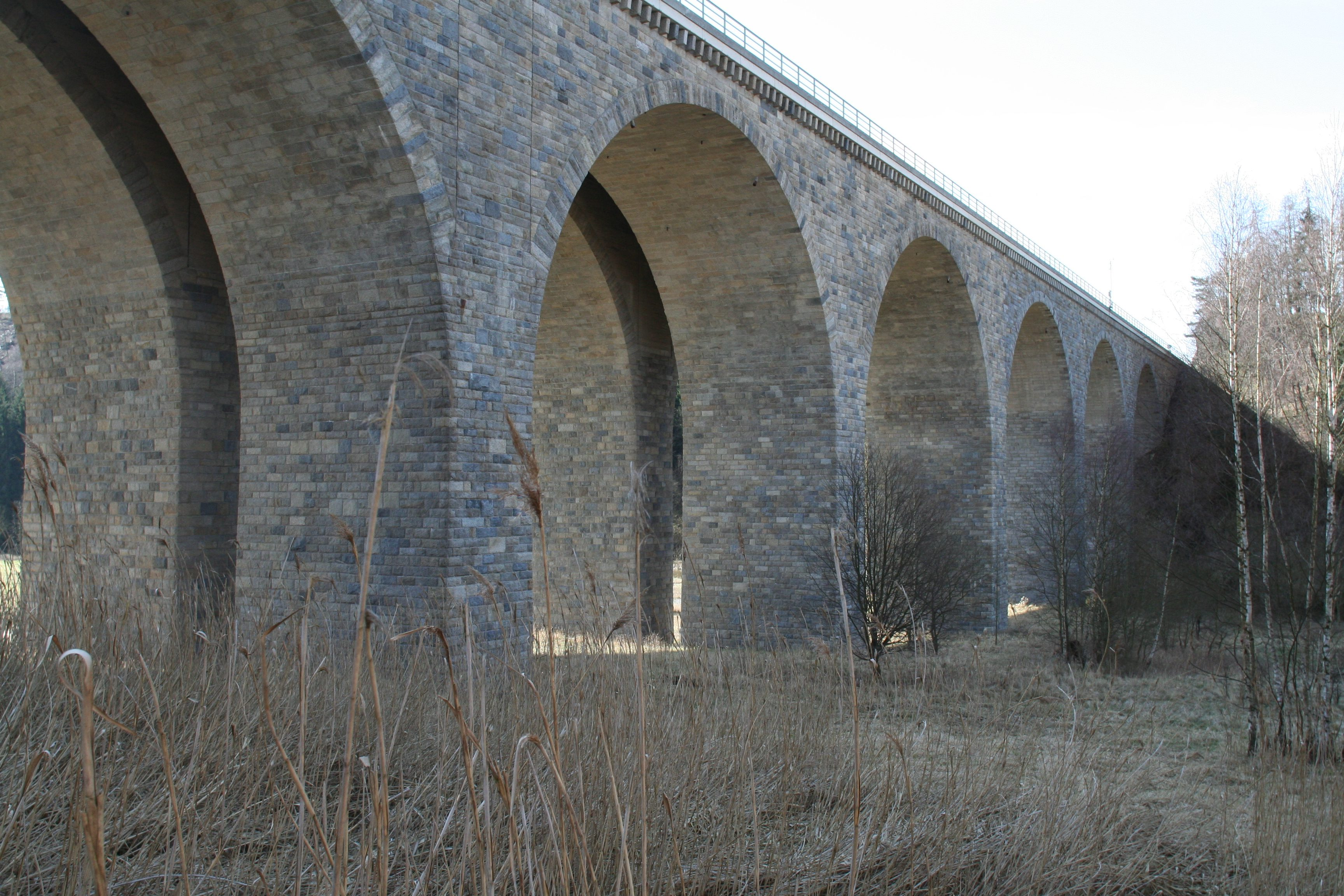
Ansicht der alten Bogenbrücke
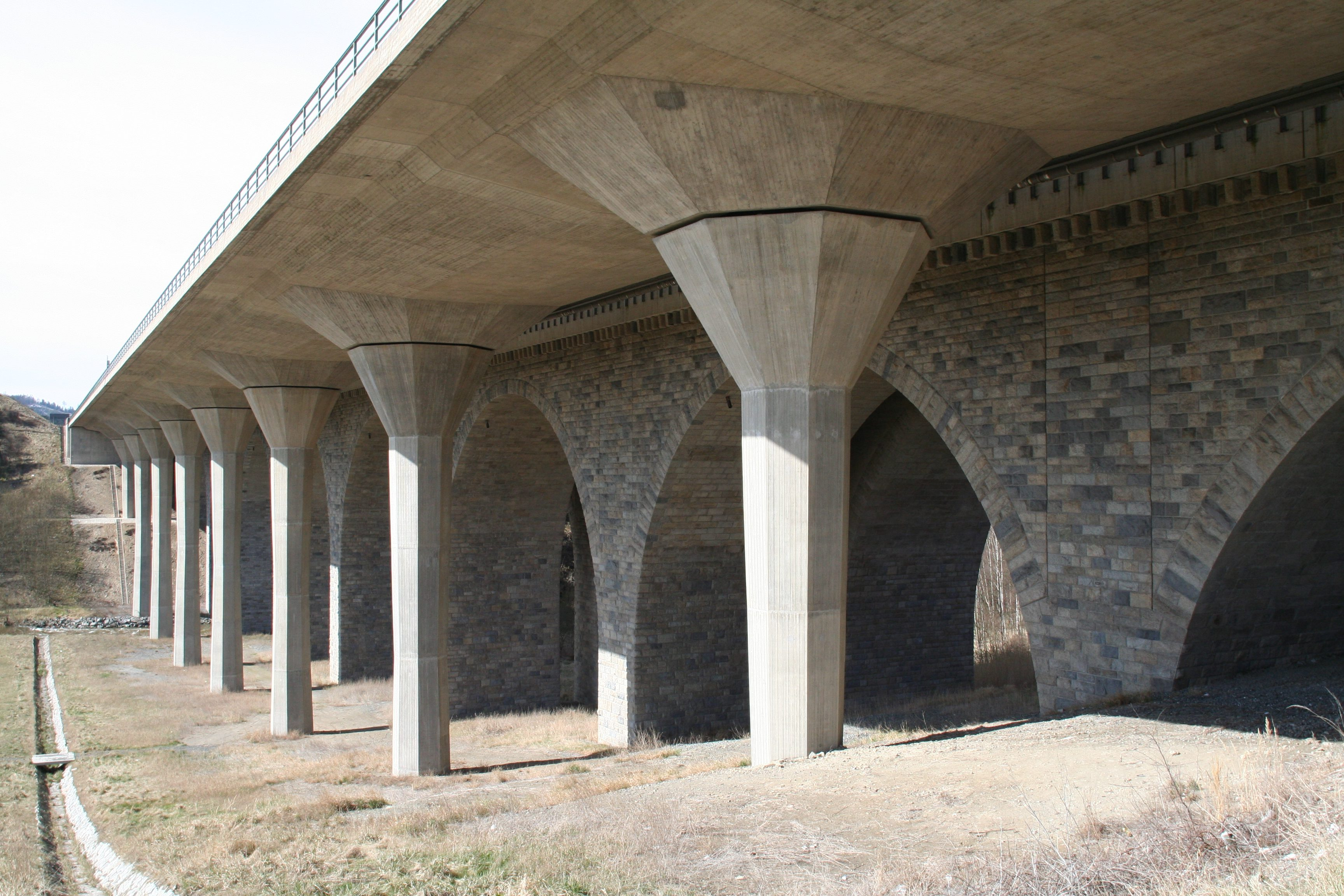
Untersicht des neuen Überbaus
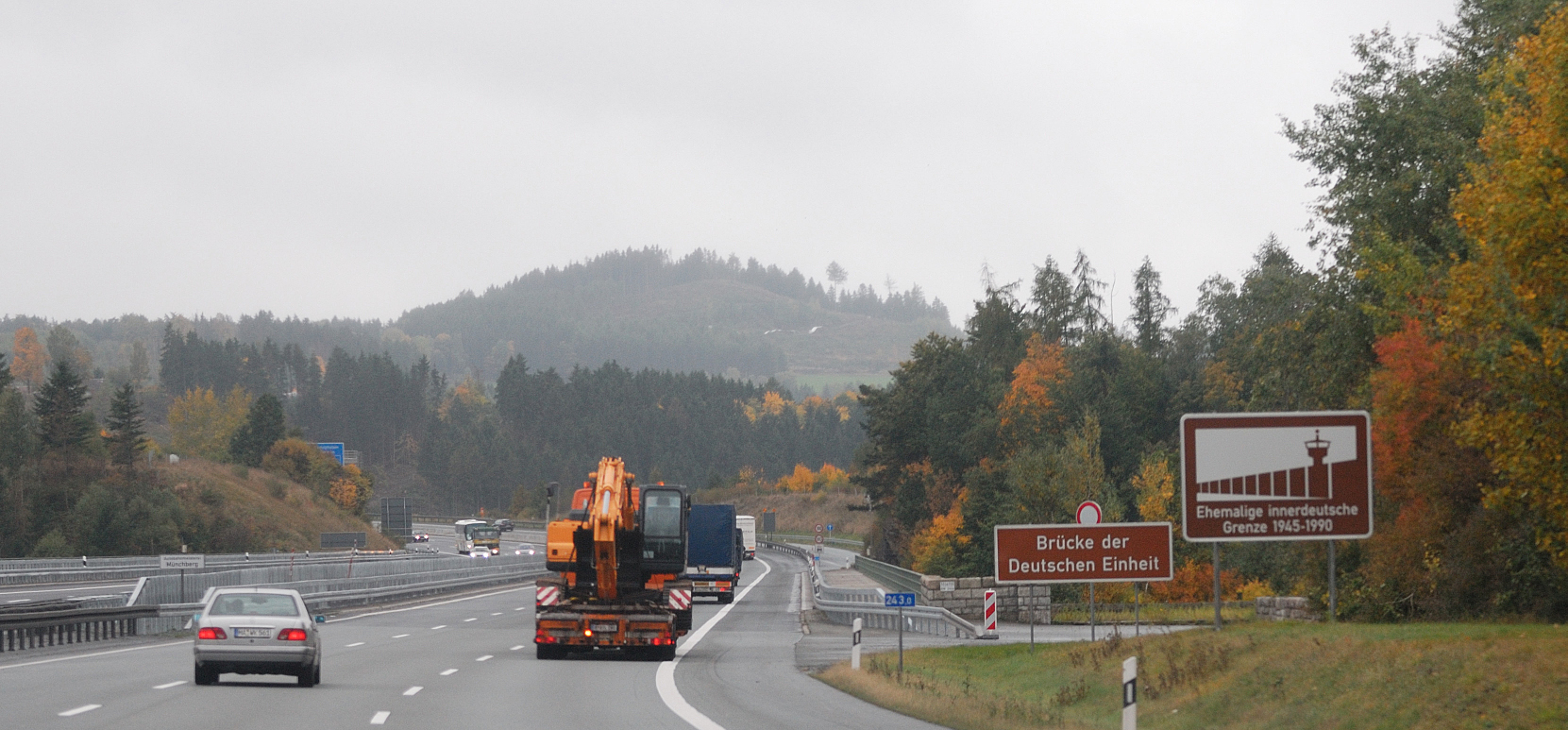
Blick von der A 9 in Richtung Brücke und auf Unterrichtungstafeln

## Film
- Deutschlands größte Ziegelsteinbrücken: das Wunder vom Göltzschtal & die Saalebrücke Rudolphstein. Dokumentarfilm, Deutschland, 2019, 59 Min., Buch und Regie: Stephan Heise, Produktion: UAP, MDR, Leipzig, DVD-Veröffentlichung: 14. Februar 2019, Inhaltsangabe von buecher.de.